# Televisão na Grécia
A televisão na  Grécia foi introduzida em 1966, tendo sido precedida, em 1951, pelo estatuto 1663, que permitia a transmissão televisiva.

## História

### Anos 1960 a 1970
Os dois canais estatais, sendo a televisão  um monopólio do Estado, durante esse período foram ERT e YENED (para as forças militares).
Durante o governo da junta militar (1967-74), a televisão foi usada também para propaganda do regime. A programação era uma mistura de notícias e entretenimento. Uma série notável, que ainda possui o registro de exibição, foi o drama de guerra O Agnostos Polemos ('A Guerra Desconhecida').
Após o colapso da junta militar, em 1974, a ERT continuou a dominar, atraindo uma audiência muito maior do que a YENED. As transmissões de televisão a cores começaram no final dos anos 1970. Pessoas notáveis, como Dimitris Horn, Manos Hatzidakis e o poeta Odysseas Elytis (Nobel de Literatura) passaram a atuar na TV, a fim de melhorar a qualidade da programação dos canais nacionais.

### Anos 80
Em 1982, a ERT e a YENED fundiram-se, formando a "ERT" (Ellinikí Radiofonía Tileórasi), com a ERT tornando-se "ERT1" e YENED tornando-se "ERT2". As transmissões duravam originalmente de sete a oito horas por dia a partir das 17h30, com shows infantis e depois as primeiras notícias televisionadas do dia. Em 1987, uma tela de informações do tipo teletexto experimental conhecida como "Tilegrafos" (significando palavras televisivas, ou seja, telégrafo) mostrou informações escritas sobre ET2 durante a tarde. No final da década de 1980, as transmissões televisivas em ET1 e ET2 (ainda comumente conhecidas como ERT-1 e ERT-2 até anos posteriores) haviam aumentado para 12-15 horas por dia, embora ainda fosse comum uma ou ambas as estações assinarem brevemente à tarde e entrar de novo no início da noite.
Algumas transmissões ilegais fizeram aparições de curta duração durante a década de 1980 mostrando principalmente filmes de natureza adulta, mas, em 1987, a cidade de Thessaloniki começou a retransmitir em uma freqüência de TV partes de canais europeus via satélite, levando a uma disputa entre o governo ea cidade, como o equipamento das estações foi confiscado inúmeras vezes. O desafio mais sério ao monopólio da TV da ERT, no entanto, apareceu com o estabelecimento e a operação da TV Plus na área de Atenas / Piraeus, que começou a transmitir grandes filmes norte-americanos para o público esfomeado de Atenas. Foi então que a ERT decidiu antecipar-se ao desafio do seu monopólio da televisão e de quaisquer outras tentativas de colocar no ar transmissões privadas, através da retransmissão de canais de satélite estrangeiros. Em outubro de 1988, o primeiro desses canais via satélite chegou às ondas de Atenas para bloquear a freqüência usada pela TV Plus, e como esta estação de TV muito popular continuou mudando sua freqüência, mais e mais canais de satélite foram adicionados pela ERT. para bloquear as frequências usadas pela TV Plus. Eles incluíram: NBC Europa da Grã-Bretanha, TV5Monda da França, Sat.1 da Alemanha, Rai 2 da Itália e Horizon (da antiga União Soviética). Estas estações foram logo seguidas pela MTV Europe e Sky, do Reino Unido, enquanto as transmissões do Super Channel foram assumidas pela TV Plus, devido à falta de um acordo real com a ERT. O Sky eventualmente se transformou no que hoje é conhecido como Eurosport, que ainda é retransmitido na Grécia, e Euronews, Rai 1 e Cyprus SAT acabaram sendo adicionados à programação. Por um curto período, a NBC Europe também foi retransmitida, assim como a RTL Plus da Alemanha e a 3sat.
Em 1988, a ERT também estabeleceu a ET3 como uma rede estatal regional que se concentrava em questões do norte da Grécia, para combater as transmissões centradas em Atenas das outras duas grandes emissoras estatais da época. Inicialmente uma rede regional baseada em Thessaloniki, ET3 também começou a transmitir em Atenas, e dentro de alguns anos, na maioria das outras regiões do país.
Thessaloniki foi o lar da primeira estação de televisão não estatal da Grécia, a TV100, pertencente à cidade de Thessaloniki, e a TV Plus foi a primeira estação de televisão não estatal na região de Atenas. A TV Plus era de propriedade da Invest Plus SA, um grupo norte-americano liderado por Daniel Bourla, com a participação do Município de Piraeus, e sua programação era bastante inovadora para os padrões gregos da época, transmitindo filmes hollywoodianos de primeira geração. legendas e sem comerciais. Logo, a TV Plus começou a oferecer um serviço de assinatura over-the-air, transmitindo um sinal codificado 24 horas por dia, que os espectadores podiam assistir obtendo um decodificador (fornecido gratuitamente pela estação) e pagando uma taxa de assinatura mensal. Isso foi especialmente revolucionário na época, como uma estrutura legal para a radiodifusão privada e emissoras privadas, ainda não existiam no país.
A ERT não aceitou de bom grado as novas estações de televisão que começaram a aparecer no dial seguindo as tentativas mal-sucedidas dos governos de parar a TV Plus, muitas vezes alterando as freqüências de suas próprias estações ou adicionando repetidores, para interferir nas novas transmissões privadas. No entanto, em 1989, o parlamento grego finalmente aprovou legislação legalizando a radiodifusão privada (rádio e televisão) e fornecendo licenças provisórias para duas emissoras, a Mega Channel e a Nea Tileorasi (Nova Televisão). O Mega Channel começou a ser transmitido oficialmente em novembro de 1989 como uma rede nacional, enquanto Nea Tileorasi, após vários meses de testes em bares, desapareceu das ondas de rádio.
Outras emissoras privadas aproveitaram as brechas na legislação existente e a falta de um processo de licenciamento organizado para iniciar a transmissão quase da noite para o dia. Em dezembro de 1989, a Antenna TV começou a transmitir nacionalmente, em homenagem à nova estação de rádio de sucesso com o mesmo nome. Mega e Antena apresentavam estilos de programação similares, com comédias e dramas produzidos localmente, numerosos programas de variedades (seguindo a tradição italiana), filmes americanos e noticiários de tabloides. Eles imediatamente conquistaram a maior parte do público da ERT e da publicidade, e até hoje são intercambiáveis as estações número 1 e número 2 nas classificações de audiência na Grécia, enquanto as classificações de ET1, ET2 e ET3 despencaram (elas se recuperaram significativamente desde então, mas ainda não desafie as grandes redes privadas).

### Anos 90
No início de 1990, várias outras estações também apareceram no ar, incluindo o New Channel (sem relação com Nea Tileorasi) com filmes, videoclipes e talk shows, o Channel Seven-X (com programação de vanguarda incluindo filmes estrangeiros, programação intelectual e Simulcast da rede de música francesa MCM), Jeronimo Groovy TV (inicialmente uma estação de vídeo popular transmitida em Atenas, em meio à séria interferência de outras estações), TeleCity (estação de televisão política de direita com noticiários e programas de entrevistas), 902 TV ( de propriedade do Partido Comunista da Grécia), Kanali 29 (uma estação de televisão com programas políticos e culturais e um séquito de culto) e uma infinidade de outras emissoras, que preencheram todas as freqüências VHF e UHF disponíveis, muitas vezes transmitindo apenas por várias semanas ou meses , ou com muito pouca programação de nota. Muitas emissoras até começaram a transmitir nas mesmas frequências que outras estações, especialmente as transmissões via satélite da ERT, muitas das quais logo desapareceram completamente das ondas de rádio, já que a ERT parecia pouco disposta ou incapaz de proteger suas freqüências. Da mesma forma, estações privadas surgiram em todo o país, em todas as cidades e regiões e na maioria das cidades.
O sistema de transmissão de televisão a cores SECAM, usado desde o final dos anos 1970, finalmente mudou para o sistema de cores PAL, amplamente utilizado no resto da Europa. O PAL foi o sistema utilizado durante anos na Grécia através da reprodução de fitas de vídeo em filmes alugados em lojas de vídeo, mas não pela ERT. A primeira estação de TV a transmitir em PAL foi a TV Plus, depois as outras emissoras de TV privadas que a seguiram e, eventualmente, a ERT.
Em 1993, dois novos grandes players entraram no mercado. A Skai TV começou a transmitir, após uma prolongada batalha por freqüências abertas com a ERT e outras estações, e logo começou a transmitir como uma nova rede nacional seguindo os passos da estação de rádio Skai, em Atenas. Também em 1993, a gerência de Kanali 29 foi entregue a Niko Mastorakis, que mais uma vez se envolveu com a mídia grega depois de um longo período como produtor e diretor de cinema nos Estados Unidos. O Kanali 29 foi rebatizado como Star Channel e contou com programação rica em filmes e séries de TV americanos, e programas de palestras e estilo de vida. Star também começou a transmitir nacionalmente.
No ano seguinte, ERT descomissionado muitas de suas transmissões via satélite terrestre, e transferido muitas dessas freqüências agora vagos a Multichoice Hellas, para serviços de televisão terrestres de um ano após TV Plus saiu do ar depois de uma disputa com a Time Warner, que havia adquirido uma participação de 25% na empresa. O nome deste novo serviço de televisão por assinatura era Filmnet. Em 1995, a Multichoice seguiu com outra estação, Supersport, que logo ganhou os direitos de transmissão para muitos esportes gregos.
Em 1997, a ERT, cuja audiência nunca havia se recuperado do advento da televisão privada, e que até então estava atrasada tecnologicamente em comparação com as maiores redes privadas, renovou suas operações, revelando novos logotipos e uma nova filosofia de programação. As estações foram modernizadas e o ET2 foi renomeado como "NET" (Nea Elliniki Tileorassi). A ET1 concentrou-se na programação de interesse geral (filmes, esportes, várias séries de TV), enquanto a NET se concentrou fortemente na programação de notícias e palestras. O ET3 continuou a concentrar-se principalmente no norte da Grécia, com uma grande dose de programação cultural.
No final da década de 1990, a Grécia começou a ver suas primeiras grandes fusões e aquisições (algumas delas malfadadas) no âmbito da mídia de transmissão. A Skai TV foi vendida e logo ficou conhecida como "Alpha-Sky" antes de entrar completamente em seu novo nome como Alpha TV. Kanali 5, uma rede de televisão regional que transmite fora de Atenas, pelos antigos proprietários do Kanali 29 (e com programação semelhante àquela estação), também foi reformulada, em transição para "Alter 5" (com um programa voltado principalmente para adolescentes e jovens adultos). ) antes de renomear completamente para Alter. Seu alcance de transmissão também se expandiu gradualmente, e a estação agora cobre quase todo o país. O Canal Seven-X, que enfrenta dificuldades financeiras, também foi vendido, e foi renomeado como Seven, com programação pesada em programas de esportes e notícias / talk. Sete nunca conseguiu o sucesso de algumas das outras estações, pois continuava a enfrentar dificuldades financeiras mesmo após a venda, e nunca foi capaz de transmitir fora de certas grandes cidades do país. O New Channel, que transmitiu em muitas grandes cidades mas não ofereceu muita programação original, foi vendido a um novo investidor e rebatizado de "New Tempo" e finalmente "Tempo TV", construindo uma rede nacional de repetidores em um esforço para se tornar um grande No mercado televisivo, que teve sucesso em parte, antes que os problemas financeiros levassem ao seu fracasso em 2001. Finalmente, a Makedonia TV, uma rede privada regional que transmite fora de Tessalônica, foi comprada pelo grupo Antenna TV, e serviu como um secundário. rede com muitos programas antigos da Antenna TV, séries de TV americanas e um noticiário com foco no norte da Grécia. A estação agora também transmite nacionalmente.
Redes especializadas também começaram a se formar. Em 1992, a TVC, o primeiro canal de música 24/24 da Grécia, começou a operar na ilha de Lesbos. O canal durante os anos 2000 transformou-se na Força-Música Européia pan-européia, hoje disponível em 3 países. Então, em 1996, a Mad TV começou a operar fora de Atenas, substituindo um pequeno canal local conhecido como Art 68. Mad TV apresentava programação pesada em vídeos de música de sucesso, semelhante à MTV e seu antecessor grego Jeronimo Groovy TV (que continuaram a existir, mas com uma pequena área de cobertura e com programação mais dependente da fala); ambos os canais, em oposição à TVC, operaram em uma rotação de poucas horas. Mad TV não construiu uma rede nacional própria, mas foi retransmitida através de estações locais em todo o país. A TV 0-6 começou a transmitir em Atenas, com muitos desenhos animados e programas infantis, enquanto a TV Magic, depois de uma malfadada tentativa de se tornar uma emissora de notícias de propriedade de Sokratis Kokkalis, tornou-se uma estação focada em esportes e particularmente no clube esportivo grego. Olympiacos, que Kokkalis também possuía. O Extra Channel foi fundado em 2000 com um foco pesado em palestras e agora é conhecido como Extra 3.
Em 1999, a Multichoice Hellas também formou Nova, o primeiro serviço de assinatura de televisão por satélite da Grécia, que inicialmente apresentava a maioria (mas não todas) das principais redes da Grécia, bem como muitas redes internacionais e outros serviços interativos e de música, que continuaram a expandir desde então. Nova seria seguida por uma plataforma de satélite concorrente, conhecida como "Magna", pelos proprietários da Seven, que nunca iniciou suas operações.

### Anos 2000
Em 2000, a Alpha TV fundou a Alpha Digital, que transmitiu a Alpha TV, a Polis TV (uma estação local que atende a Athens), várias estações temáticas também operadas pela Alpha, as estações de rádio pertencentes ao grupo Alpha e uma pequena variedade de televisão estrangeira. redes, encabeçada pela MTV e pela VH1 (a MTV, naquela época, não era mais retransmitida terrestre na Grécia, que cessou em 1999). Apesar da popularidade da MTV, da VH1 e da Alpha ganhando os direitos dos jogos de futebol da Grécia, a empresa logo faliu, deixando a Nova como a única empresa que presta serviços de TV por assinatura na Grécia até hoje. Os planos para um ramal satélite gerenciado pela OTE (a empresa de telecomunicações da Grécia) nunca passaram da fase de testes, com freqüências de locação OTE no satélite Hot Bird, retransmitindo várias estações de TV gregas menores, bem como muitas estações de rádio free-to-air.
Os últimos anos viram o fracasso de muitos empreendimentos de televisão, mas a criação e investimento em muitos novos. A Polis TV foi relançada como Channel 9 em dezembro de 2005, com programação pesada em notícias e talk shows. Mais recentemente, os proprietários originais da Skai TV voltaram ao negócio da televisão, relançando o Skai nas frequências da Seven TV. Outras estações notáveis que começaram a operar nos últimos anos incluem o Canal 10, enquanto o TeleCity foi renomeado como Tileasty. Outras estações melhoraram e modernizaram, no entanto, as ondas gregas ainda estão lotadas de estações de televisão sem licença, muitas vezes transmitindo programas de baixa qualidade (telemarketing, filmes de baixo orçamento, videoclipes, linhas telefônicas ilegais, pornografia leve).
Até hoje, o governo grego ainda não emitiu licenças oficiais para a maioria das estações de televisão na Grécia, que atualmente estão transmitindo em um estado quase legal. Foram propostas propostas para transmissões nacionais, regionais e locais, bem como para serviços de televisão paga terrestres, que foram congelados ou falharam completamente. Apesar das inúmeras promessas do governo, não houve muito movimento sobre esta questão nos últimos anos. Enquanto isso, as ondas de rádio ainda estão desordenadas, embora as coisas sejam significativamente mais organizadas do que eram no início dos anos 90. Apesar do sucesso da Nova e do lançamento da Hellas-Sat, a TV a cabo demorou a ser seguida, existindo apenas em nível local em algumas comunidades da Grécia até recentemente, quando empresas como a OnTelecoms lançaram plataformas de cabo (IPTV).

### Anos 2010
Em 11 de junho de 2013, o governo grego suspendeu a operação da Hellenic Broadcasting Corporation (ERT) e demitiu automaticamente 2.600 trabalhadores, em um dos vários cortes de gastos que foram implementados durante a atual crise da dívida da Grécia. O plug foi puxado às 23:10 durante as notícias. Em 11 de junho de 2015, o novo Governo (composto por partes da SYRIZA & AN.EL.) restabeleceu as operações da ERT contratando o pessoal de volta e transmitindo os três canais da ERT ERT1, ERT2, ERT3.
Hoje, a Grécia possui quatro redes estatais nacionais, três redes nacionais de televisão digital estatais, uma rede estatal de transmissão via satélite e várias redes de televisão privadas nacionais, além de aproximadamente 150 emissoras de televisão locais e regionais que transmitem em todo o país. As classificações de audiência são tratadas pela AGB Hellas.

## Televisão Digital Terrestre
Em 2005, a Alpha TV realizou brevemente transmissões experimentais em DVB-T localmente em Atenas, enquanto em Heraklion, Creta, uma rede regional, a Kriti TV, em conjunto com a Universidade de Creta, também iniciou a operação digital.
Em Janeiro de 2006, a empresa de radiodifusão estatal ERT lançou a televisão digital terrestre (DVB-T) aberta, com três canais "piloto" denominados Prisma +, Cine + e Sport +, designados colectivamente como ERT Digital. O primeiro canal, o Prisma +, foi direcionado a pessoas com deficiência, enquanto o Cine + transmite filmes, e o Sport + transmite um programa de esportes. Um quarto canal, o programa de satélites do canal nacional cipriota RIK, também foi retransmitido em digital.
A partir de setembro de 2009, as sete principais estações de televisão da Grécia transmitiram em DVB-T MPEG-4, através de uma empresa criada por elas, a Digea. Devido à concentração da população em algumas cidades, cerca de 75% dos gregos podem agora ver a TDT, embora apenas uma pequena proporção da área geográfica da Grécia esteja coberta. As áreas cobertas (em agosto de 2011) incluem Ática, Tessalônica, Larissa, Alexandrópolis, o Golfo de Corinto e a cidade de Rodes.
Em 6 de fevereiro de 2015, a transição para a TV digital na Grécia foi concluída. É necessária uma TV ou set-top box compatível com digital para visualizar os canais digitais.

## TV a cabo
O primeiro operador de TV a cabo na Grécia, está localizado em Kalamaria (Thessaloniki). A Hellenic Cable Networks (www.hcn.gr) entre os serviços de internet a cabo oferece serviços de DVB-C e TV analógica sem a necessidade de um STB externo.

## IPTV
Em 2006, duas empresas começaram a oferecer serviços de televisão via IPTV, nomeadamente a Vivodi Telecom e a On Telecoms. Ambos saíram do negócio.
Eles ofereciam serviços de televisão agrupados com serviços de telefonia e Internet de alta velocidade. As ofertas do canal incluíam redes gregas locais, estações internacionais e redes de TV paga Nova Cinema & Nova Sports, que foram disponibilizadas aos assinantes por meio de um acordo com o provedor grego de DTH NOVA.
Em 2009, a gigante das telecomunicações grega OTE lançou o serviço de IPTV chamado Conn-x TV, que estava inicialmente disponível em Atenas, Thessaloniki, Patras, Larisa e Iraklion. A provedora de banda larga grega Hellas Online também lançou uma plataforma de IPTV chamada hol tv (agora Vodafone TV. A Vodafone TV oferece todas as principais redes gregas, bem como notícias, esportes, música e canais infantis. É também o primeiro provedor na Grécia a oferecer HDTV, bem como vídeo sob demanda.

## Canais mais vistos
Segue uma lista dos canais mais vistos da Grécia.
| Posição | Canal           | Grupo                                   | Audiência total (%) |
| ------- | --------------- | --------------------------------------- | ------------------- |
| 1       | Skai            | Skai Group & News Dot Com               | 20.1%               |
| 2       | ANT1            | ANT1 Group                              | 16.2%               |
| 3       | Alpha           | Alpha Satellite Television S.A. (DEMCO) | 13.5%               |
| 4       | Star            | New Television S.A.                     | 9.7%                |
| 5       | Mega            | Teletypos S.A.                          | 7.1%                |
| 6       | E Channel       | Radiotelevision PLC (Extra TV)          | 6.8%                |
| 7       | ERT1            | Hellenic Broadcasting Corporation       | 4.4%                |
| 8       | ERT2            | Hellenic Broadcasting Corporation       | 3.0%                |
| 9       | Makedonia TV    | Makedonia TV S.A. (ANT1 Group)          | 0.9%                |
| 10      | PRO TV (Greece) | (PRO Media Group Greek)                 | 13.8%               |